# Palazzo del Bufalo alle Fratte

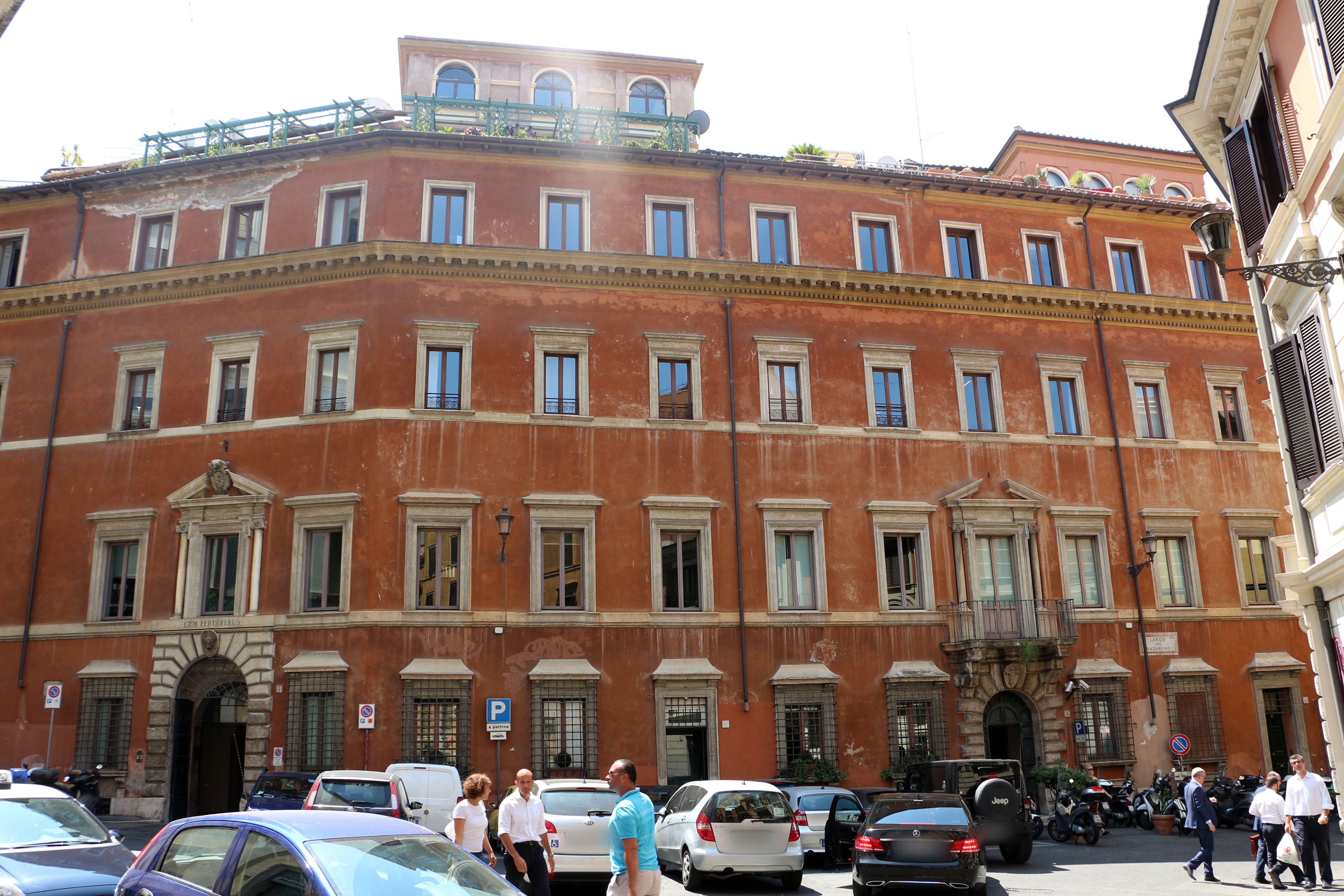
Vista do palácio.

Palazzo del Bufalo alle Fratte, conhecido também como Palazzo Del Bufalo Cancellieri, é um palácio localizado no número 8 da Via del Bufalo, rione Trevi de Roma.

## História

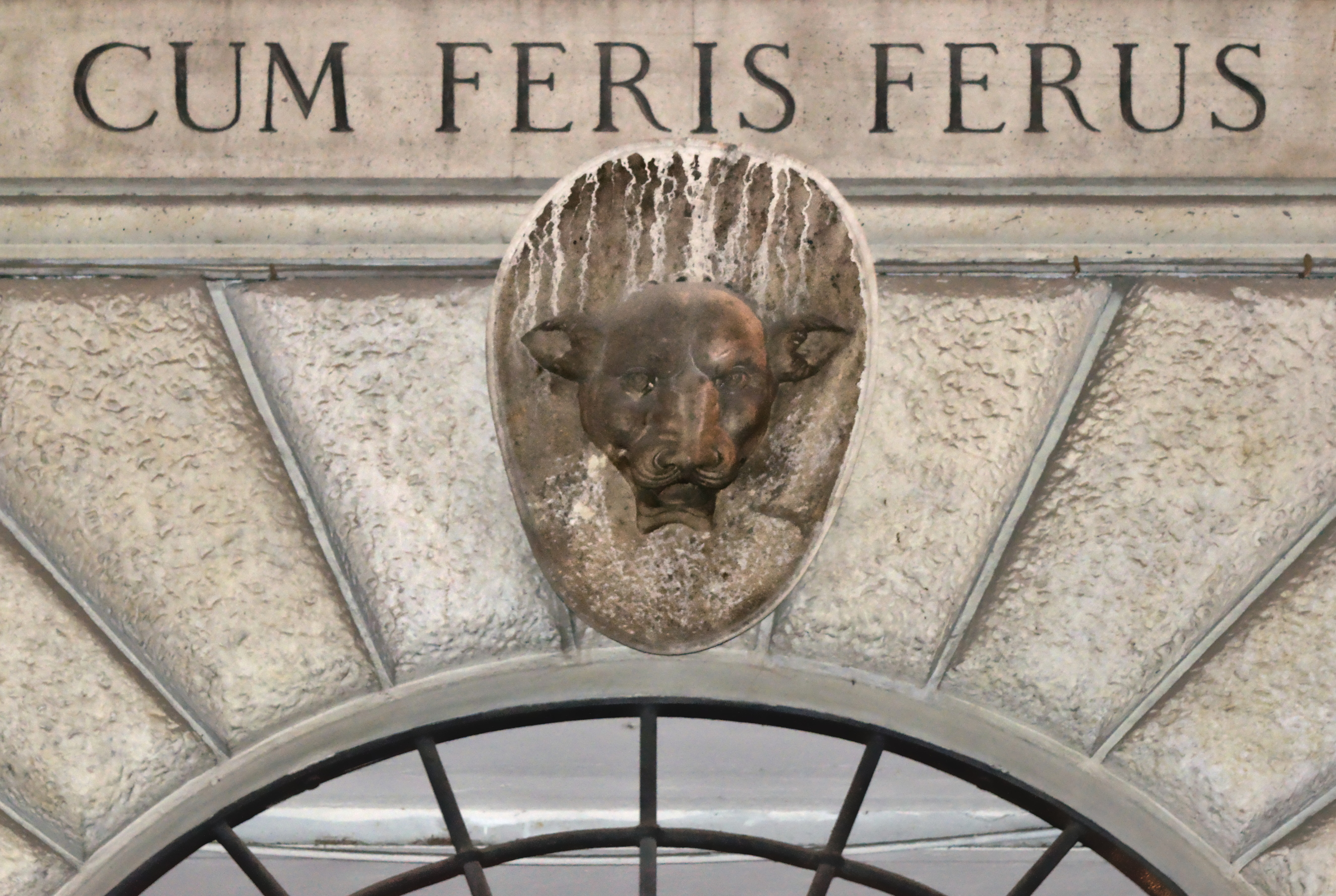
Motto da família del Bufalo no outro portal.

Este palácio foi construído sobre a estrutura original de um edifício do século XVI, de propriedade da família Ferretti, entre 1620 e 1630 pelo arquiteto Francesco Peparelli por encomenda da família del Bufalo. A família, que já era proprietária de outro palácio na Piazza Colonna e mantinham uma capela na igreja de Santa Maria in Via, se empenhou na renovação urbana da área, como revela a construção de um sistema de coleta de esgoto que, a partir da Piazza Grimana (moderna Piazza Barberini), transportava os resíduos do edifício até o coletor na Via del Corso. Os del Bufalo ganharam importância durante o pontificado do papa Inocêncio X (r. 1644-1655), cuja mãe era da família.

## Descrição
O edifício tem uma fachada de dois andares com janelas com arquitraves acima de um piso térreo onde se abre, juntamente com outras janelas com arquitrave, um portal (nº 8) emoldurado em arco por grandes silhares rusticados com uma cabeça de búfalo na chave e uma varanda apoiada sobre duas grandes mísulas. Outro portal (nº 3), também arqueado e rusticado, ostenta o brasão de um animal feroz (provavelmente uma leoa) com a inscrição "CUM FERIS FERUS" ("feroz com quem é feroz"). Sobre este está uma janela flanqueada por duas colunas.

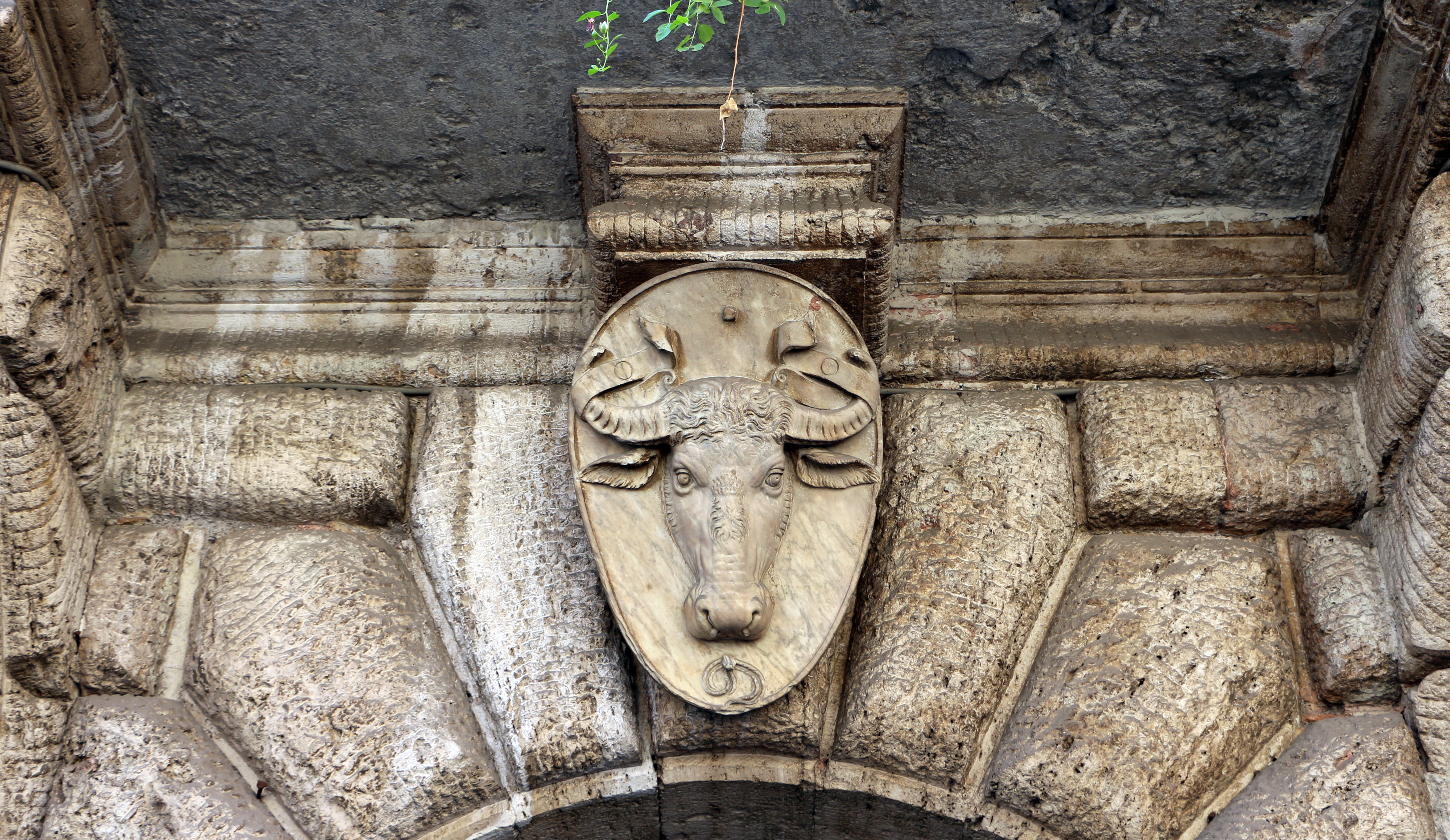
Chave de um dos portais decorada com a cabeça de um boi, brasão da família del Bufalo.

O palácio também contava com um ninfeu pintado que foi demolido para permitir que a Via del Tritone fosse alargada. Seus afrescos, obra de Polidoro da Caravaggio, foram destacados e restaurados no início do século XXI. Houve uma época em que a fachada foi decorada com pinturas de Polidoro da Caravaggio e Maturino da Firenze, hoje infelizmente perdidas. O palácio abrigou dois jornais, "L'Italia" e "Corriere d'Italia", até a década de 1930. Em frente ao palácio, no Largo del Nazareno, está uma fonte com o brasão da família del Bufalo.

## Fonte
- «Palazzo del Bufalo» (em italiano). Roma Segreta. 18 de maio de 2013
- «Collegio del Nazzareno» (em italiano). Rome Art Lover